# Gautxo cuablanc
El gautxo cuablanc (Agriornis albicauda) és una espècie d'ocell de la família dels tirànids (Tyrannidae) que habita matolls dels Andes de l'Equador, el Perú, oest de Bolívia, nord de Xile i nord-oest de l'Argentina.